# 童志鹏
童志鹏（1924年8月12日—2017年12月19日），出生于浙江省慈谿县童家村（今宁波市江北区庄桥街道），中国电子信息工程专家，中国工程院院士。中国综合性电子信息系统研制带头人，国家级重点工程的开拓者之一。

## 生平
1942年毕业于交通大学，主修電子專業；1946年考取留美威斯康辛大学赴深造；1950年，獲得電機工程博士学位，隨即返回中華人民共和國。从1957年到1965年，童志鹏主持完成中国第一代军用电台、航空专用电台、航空雷达、地面微波接力通信设备等众多电子设备与系统的设计、生产。其主持研制成功的地面微波脉冲接力机、中国第一代机载雷达等电子设备与系统，是中国“两弹一星”电子系统的核心装备。1972年，童志鹏被派往酒泉卫星发射基地，完成有关电子测控系统调试任务。1974年，童志鹏担任卫星通信工程测控系统总体任务负责人，期间主持研制测控系统。
任中国电子科技集团研究员、信息产业部科技委顾问、中国通信学会常务理事。主持多种通信平台、雷达的研制工作及卫星测控系统、数据交换网等项目的研究。曾获国防科工委科技进步奖一等奖（1997年），国防科技奖一等奖（2003年）。著有《未来军事电子》等。
1997年，当选为中国工程院院士。2017年3月获得中国指挥与控制学会“CICC终身成就奖”。